# 단바라 루루
단바라 루루(段原瑠々, 2001년 5월 7일 ~ )는 일본의 여성 아이돌 그룹 Juice=Juice의 리더. 연예사무소 업프런트 프로모션 소속.

## 개요
2013년
- 8월, 모닝구무스메。12기 멤버「미래소녀」오디션에 응모. 오오우라 히로나, 니이누마 키소라, 하가 아카네, 후나키 무스부, 야마키 리사, 요코카와 유메이와 함께 최종 심사까지 올랐지만, 아쉽게도 낙선.
- 9월 22일, 하로프로 연수생에 가입.
- 12월 7일 ~ 21일,「하로프로 연수생 발표회 2013 ~12월의 생계란 Show!~」에서 첫 피로연. 동기인 연수생 20기(『 모닝구무스메。12기 멤버「미래소녀」오디션』최종 합숙 참가자)와「私が言う前に抱きしめなきゃね」의 댄스 퍼포먼스를 선보였다.

2014년
- 5월 4일,「하로프로 연수생 발표회 2014 ~봄의 공개 실력 진단 테스트~」에서 244표를 획득하는 베스트 퍼포먼스상에 빛났다.

2017년
- 5월 7일,「Hello! Project 연수생 발표회 2017 ~봄의 공개 실력 진단 테스트~」에서 이치오카 레이나, 카와무라 아야노와 동시에 헬로! 프로젝트의 멤버로 데뷔한다고 발표되었다[1].
- 6월 26일, Juice=Juice의 가입이 발표되었다[2].
- 7월 15일,「Hello! Project 2017 SUMMER」에서 Juice=Juice 멤버로서 첫 피로연을 했다.

2021년
- 11월 24일, 요코하마 아레나에서 행해진「Juice=Juice Concert 2021 ~FAMILIA~」에서 이나바 마나카와 함께 3대 서브리더에 취임하는 것이 발표.

## 출연

### 콘서트
단독
- Juice=Juice 단바라 루루 라이브 2025 ~루루 우타 앵콜~ (2025년 3월 3일, 에도가와 구 종합회관 센터 대홀)

공동
- M-line Special 2021 ~Make a Wish!~ (2021년 12월 4일, 히로시마 국제회의장 피닉스 홀, 2회 공연) - 게스트로서 출연.
- M-line Special 2022 ~My Wish~ (2022년 6월 4일, 토다 시 문화회관, 2회 공연) - 게스트로서 출연.
- M-line Special 2023 ~Magical Wish~ (2023년 10월 27일, 메구로 퍼시몬 홀, 1회 공연) - 게스트로서 출연.

## 서적

### 사진집
- 1st 솔로 사진집「ルルイロ」(2024년 5월 7일, 오딧세이 출판) ISBN 978-4-911265-00-0

## 참가 유닛
- Juice=Juice (쥬스=쥬스) (2017년 ~ )